# Lucília do Carmo
Lucília Nunes Ascensão do Carmo (Portalegre, 1920 - Lisboa, 1999), conocida artísticamente como Lucília do Carmo fue una célebre fadista portuguesa, madre del también fadista Carlos do Carmo.
A los cinco años, junto a su familia, se establece en Lisboa. Su debut como fadista tuvo lugar en el Retiro da Severa, en 1936, cuando apenas contaba 17 años, en presencia de los propietarios y empresarios de las más típicas casas de fado de Alfama, Bairro Alto y Mouraria, los tres barrios fadistas más populares en Lisboa. Su presencia en escena y su voz captaron la atención del público y su reconocimiento como artista fue rápido.
Casada con Alfredo de Almeida, en 1939, da a luz a su hijo Carlos do Carmo. Con ella conoció su hijo el fado, que posteriormente también cantaría, internacionalizándose y cantando al lado de voces como Mariza, entre otros. 
En 1947, abrió su propia casa de fados, llamada Adega da Lucília, que más tarde cambió el nombre por el de O Faia. La casa, en la que actuaba con frecuencia, estaba en el Bairro Alto, en plena Rua Barroca. Atrajo al local a algunos de sus amigos fadistas, como Alfredo Marceneiro y Tristão da Silva. Ary dos Santos, que frecuentaba O Faia, dice de la fadista: »Lucília do Carmo es, en mi opinión, un clásico del fado!».
Se retiró durante cinco años de los círculos culturales lisboetas, y se fue al Brasil. Tras su retorno realizó algunas actuaciones en el extranjero, pero pocas grabaciones discográficas.
Entre sus éxitos se encuentran los fados Leio em teus olhos, Foi na Travessa da Palha, Maria Madalena, Não gosto de ti, Preciso de te ver, Senhora da Saúde, Olhos garotos, Antigamente, Tia Dolores, Loucura, Zé Maria, Lá vai a Rosa Maria.
En la década de 1980 se retiró de la vida artística. Pasó a la historia del fado como una de las mejores voces del género en el siglo XX. Falleció en Lisboa en 1999.